# Поріг больового відчуття
Порі́г больово́го відчуття́ — звуковий тиск чи сила звуку, що сприймається як больове відчуття. Поріг больового відчуття мало залежить від частоти й наступає при звуковому тиску порядку 50 Н/м2.